# 世界には愛しかない
「世界には愛しかない」（せかいにはあいしかない）は、日本の女性アイドルグループ欅坂46の楽曲。秋元康が作詞、白戸佑輔が作曲した。2016年8月10日に欅坂46の2枚目のシングルとしてSony Recordsから発売された。楽曲のセンターポジションは平手友梨奈が務めた。

## 背景とリリース
DVD付属のType-A・B・C、CDのみの通常盤の4形態で発売。
表題曲「世界には愛しかない」は発売に先駆け、2016年6月18日に『欅坂46 こちら有楽町星空放送局』でラジオ初公開、2016年6月29日に『テレ東音楽祭』でテレビ初披露され、2016年7月から欅坂46のミステリー学園ドラマ『徳山大五郎を誰が殺したか?』の主題歌として使用された。
歌詞はポエトリーリーディングを用い、若者の抱く現実感（reality）や心象風景を歌っている。TAKAHIRO（上野隆博）によれば、歌詞に登場する入道雲は主人公をはばむ困難、蝉（せみ）の鳴き声は主人公の声を代弁するメタファーになっており、夏の蝉のような一過性の声を発することによって太陽が一瞬ひるんだように見えた主人公は、複雑な世界が単純に解決可能であるかのように思えた。それが「君に遭った瞬間」であり、主人公は愛を信じたいと願う。欅坂46運営委員会委員長・今野義雄によれば、歌詞の「ポエトリーリーディングの部分がどうなるかは、実際に聞いてみるまでわからないということで、今回は秋元（康）先生自らディレクションを行なった」。秋元康によれば、演劇部のようなものをできたら面白いのではないかという考えがあった。
ダンスはメンバー全員が均等に映るよう工夫され、前作「サイレントマジョリティー」より表情に重きを置いている。
iTunes・Apple Musicでのみ全曲を収録した（ジャケット写真もiTunes・Apple Music配信限定仕様）Special Editionとして配信されている。

## アートワーク
| Type-A 表 | 平手友梨奈                                                                                             |
| Type-A 裏 | 今泉佑唯・平手友梨奈・渡辺梨加                                                                         |
| Type-B 表 | 今泉佑唯・志田愛佳・渡辺梨加・渡邉理佐                                                                 |
| Type-B 裏 | 今泉佑唯・志田愛佳・渡辺梨加・渡邉理佐                                                                 |
| Type-C 表 | 小林由依・菅井友香・鈴本美愉・長濱ねる・土生瑞穂・守屋茜                                               |
| Type-C 裏 | 小林由依・志田愛佳・菅井友香・鈴本美愉・長濱ねる・土生瑞穂・平手友梨奈・守屋茜・渡辺梨加・渡邉理佐     |
| 通常盤 表 | 石森虹花・上村莉菜・尾関梨香・織田奈那・小池美波・齋藤冬優花・佐藤詩織・長沢菜々香・原田葵・米谷奈々未 |
| 通常盤 裏 | 4名の脚（メンバー不明）                                                                                |

ジャケット写真は2016年6月に学校で撮影された。アートディレクターは米澤潤、撮影は神藤剛が担当した。

## チャート成績
本作は2016年8月9日付のオリコンデイリーCDシングルランキングで推定売上25万523枚を記録し、デイリー1位を獲得した。その後、2016年8月22日付のBillboard Japan Hot 100で総合ポイント4万5033点、Billboard Japan Top Singles Salesで推定売上37万4815枚、オリコン週間CDシングルランキングで推定売上32万3066枚を記録し、週間1位を獲得した。女性グループがデビュー1年以内に初週売上30万枚を突破したのは、PUFFY「これが私の生きる道」の約40万3000枚、NMB48「純情U-19」の約32万9000枚に次ぎ、歴代3位である。サウンドスキャンジャパンによれば、店舗販売の初週売上の多くを占めた地域は1位が東京都、2位が愛知県、3位が神奈川県、4位が埼玉県、5位が千葉県。2016年8月度のオリコン月間CDシングルランキングでは推定売上35万2825枚を記録し、月間1位を獲得した。年間推定売上は39万2719枚を記録した。

## ミュージック・ビデオ

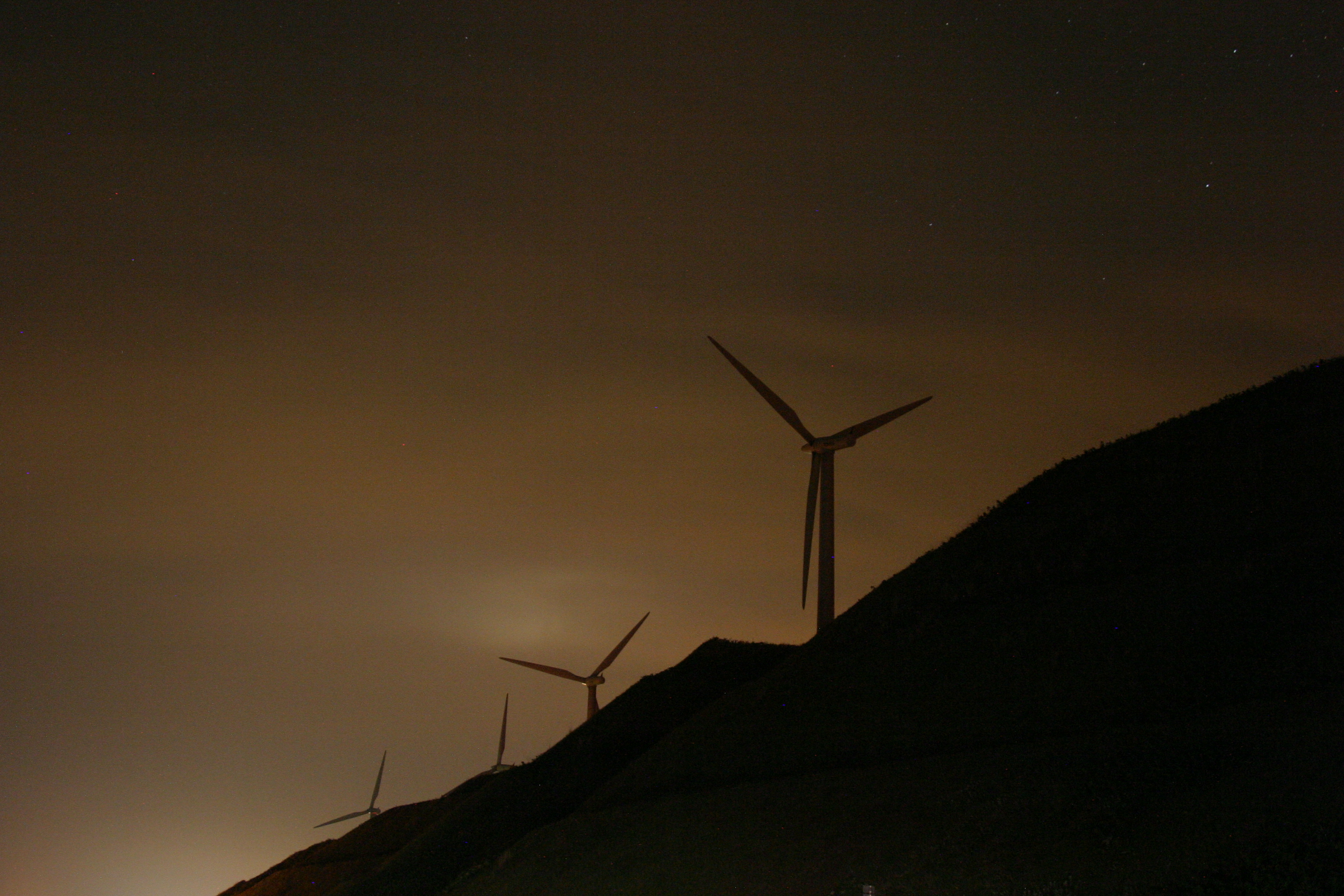
風力発電所（撮影地）

世界には愛しかない
監督：池田一真 / 製作：P.I.C.S.

表題曲「世界には愛しかない」のミュージック・ビデオは、学校の体育館で発せられた平手友梨奈の叫びから始まる。青春をテーマにポエトリーリーディングを織り交ぜながら、爽やかな風が吹き抜けるような曲調とともに、風車のある北海道の大草原が映し出されている。
監督の池田によれば、今作は前作「サイレントマジョリティー」の格好良さを踏襲する方向で検討されていたが、企画段階で「青春ドラマにしたい」という意向があり、ミュージック・ビデオの限られた時間の中でドラマを見せ、歌やダンスも見せながらポエトリーリーディングを軸に音楽性も破壊しないようにする必要性に迫られた。平手友梨奈によれば、前作「サイレントマジョリティー」が社会的評価を受けたことに対し、前作とは異なる白の衣装、笑顔で歌う振付を受け入れてもらえるか不安があり、イメージが固まるまで撮影地にバスが到着しても、なかなか降りることができなかった。
池田は、撮影地の一つとして前作「サイレントマジョリティー」の都市とは対照的に、風力発電所のある北海道苫前町の草原を選んだが、欅坂46運営委員会委員長の今野義雄は難色を示した。しかし、風力発電所のインパクト、文明の象徴と自然の共存、風車が記号化された都会的なシーンに映ってみえなくもないという理由から提案を受け入れた。「世界には愛しかない」と歌われる草原のシーンは想像（imagination）の上に成り立つ自己の解放を感じさせるシーンであり、それと対比されるかたちで現実を感じさせる学校のシーンがある。ミュージック・ビデオは、YouTubeで何度も再生されることを念頭に、鑑賞者が一度観ただけでは飽きないよう少ない時間の中に多くの情報が詰め込まれている。振付はTAKAHIRO（上野隆博）、衣装は尾内貴美香が担当した。
語るなら未来を…
監督：新宮良平
カップリング曲「語るなら未来を…」のミュージック・ビデオは、ダンスパフォーマンスに焦点を当てた作品。監督の新宮によれば、カメラマンにマイケル・ベイのSF映画や「スター・トレック」のようにフレアをひたすら入れてカッコよくしてほしいと伝え、テンポ重視でまだフィーチャーされてなかったメンバーにも目が行く作りを心がけたという。振付はTAKAHIRO（上野隆博）が担当した。
渋谷からPARCOが消えた日
監督：二宮“NINO”大輔
平手友梨奈のソロ曲「渋谷からPARCOが消えた日」のミュージック・ビデオは、2016年8月7日に一時閉館となった渋谷PARCO付近で撮影された。渋谷PARCOは2019年に「渋谷 パルコ・ヒューリックビル」として再オープンが決定しており、欅坂46の1stシングル「サイレントマジョリティー」の収録曲「山手線」で電車に迷い込んだ平手友梨奈が、セーラー服姿のまま渋谷PARCO付近に降り立ち、真紅のスーツをまといながら、ふたたび出会うその日まで私は大人になると決意する。振付はTAKAHIRO（上野隆博）が担当した。
また会ってください
監督：中村太洸 / 製作：P.I.C.S.
長濱ねるのソロ曲「また会ってください」のミュージック・ビデオは長濱の出身地である長崎で撮影された。

## メディアでの使用
世界には愛しかない
テレビ東京系 土曜ドラマ24『徳山大五郎を誰が殺したか?』の主題歌。

## シングル収録トラック

### Type-A
| #         | タイトル                                   | 作詞      | 作曲             | 編曲           | 時間  |
| --------- | ------------------------------------------ | --------- | ---------------- | -------------- | ----- |
| 1.        | 「世界には愛しかない」                     | 秋元康    | 白戸佑輔         | 野中"まさ"雄一 | 4:56  |
| 2.        | 「語るなら未来を…」                        | 秋元康    | PENGUINS PROJECT | 佐々木望       | 3:52  |
| 3.        | 「渋谷からPARCOが消えた日」                | 秋元康    | 原田アツシ       | 原田アツシ     | 4:55  |
| 4.        | 「世界には愛しかない off vocal ver.」      |           | 白戸佑輔         | 野中"まさ"雄一 | 4:56  |
| 5.        | 「語るなら未来を… off vocal ver.」         |           | PENGUINS PROJECT | 佐々木望       | 3:52  |
| 6.        | 「渋谷からPARCOが消えた日 off vocal ver.」 |           | 原田アツシ       | 原田アツシ     | 4:54  |
| 合計時間: | 合計時間:                                  | 合計時間: | 合計時間:        | 合計時間:      | 27:25 |

| #         | タイトル                                | 作詞      | 作曲・編曲 | 監督           | 時間 |
| --------- | --------------------------------------- | --------- | ---------- | -------------- | ---- |
| 1.        | 「世界には愛しかない Music Video」      |           |            | 池田一真       | 5:06 |
| 2.        | 「渋谷からPARCOが消えた日 Music Video」 |           |            | 二宮“NINO”大輔 | 5:18 |
| 3.        | 「石森虹花」                            |           |            | 丹羽貴幸       | 4:12 |
| 4.        | 「尾関梨香」                            |           |            | 奥山修         | 5:38 |
| 5.        | 「志田愛佳」                            |           |            | 曽根隼人       | 3:48 |
| 6.        | 「土生瑞穂」                            |           |            | 早坂亮輔       | 3:23 |
| 7.        | 「守屋茜」                              |           |            | 橋本侑次朗     | 6:10 |
| 8.        | 「渡辺梨加」                            |           |            | 松村匠         | 4:57 |
| 9.        | 「渡邉理佐」                            |           |            | 高杉誠         | 3:26 |
| 合計時間: | 合計時間:                               | 合計時間: | 41:58      |                |      |

### Type-B
| #         | タイトル                              | 作詞      | 作曲             | 編曲           | 時間  |
| --------- | ------------------------------------- | --------- | ---------------- | -------------- | ----- |
| 1.        | 「世界には愛しかない」                | 秋元康    | 白戸佑輔         | 野中"まさ"雄一 | 4:56  |
| 2.        | 「語るなら未来を…」                   | 秋元康    | PENGUINS PROJECT | 佐々木望       | 3:52  |
| 3.        | 「また会ってください」                | 秋元康    | 白須賀悟         | 白須賀悟       | 4:33  |
| 4.        | 「世界には愛しかない off vocal ver.」 |           | 白戸佑輔         | 野中"まさ"雄一 | 4:56  |
| 5.        | 「語るなら未来を… off vocal ver.」    |           | PENGUINS PROJECT | 佐々木望       | 3:52  |
| 6.        | 「また会ってください off vocal ver.」 |           | 白須賀悟         | 白須賀悟       | 4:31  |
| 合計時間: | 合計時間:                             | 合計時間: | 合計時間:        | 合計時間:      | 26:40 |

| #         | タイトル                           | 作詞      | 作曲・編曲 | 監督     | 時間 |
| --------- | ---------------------------------- | --------- | ---------- | -------- | ---- |
| 1.        | 「世界には愛しかない Music Video」 |           |            | 池田一真 | 5:06 |
| 2.        | 「また会ってください Music Video」 |           |            | 中村太洸 | 6:55 |
| 3.        | 「今泉佑唯」                       |           |            | 佐藤亜美 | 4:10 |
| 4.        | 「小池美波」                       |           |            | 池田圭   | 5:03 |
| 5.        | 「小林由依」                       |           |            | 加藤マニ | 4:08 |
| 6.        | 「佐藤詩織」                       |           |            | 中村智恵 | 7:11 |
| 7.        | 「菅井友香」                       |           |            | 早坂亮輔 | 3:20 |
| 8.        | 「原田葵」                         |           |            | 児山隆   | 3:41 |
| 9.        | 「米谷奈々未」                     |           |            | 脇坂侑希 | 5:50 |
| 合計時間: | 合計時間:                          | 合計時間: | 45:24      |          |      |

### Type-C
| #         | タイトル                              | 作詞      | 作曲             | 編曲               | 時間  |
| --------- | ------------------------------------- | --------- | ---------------- | ------------------ | ----- |
| 1.        | 「世界には愛しかない」                | 秋元康    | 白戸佑輔         | 野中"まさ"雄一     | 4:56  |
| 2.        | 「語るなら未来を…」                   | 秋元康    | PENGUINS PROJECT | 佐々木望           | 3:52  |
| 3.        | 「青空が違う」                        | 秋元康    | 杉山勝彦         | 杉山勝彦、有木竜郎 | 4:51  |
| 4.        | 「世界には愛しかない off vocal ver.」 |           | 白戸佑輔         | 野中"まさ"雄一     | 4:56  |
| 5.        | 「語るなら未来を… off vocal ver.」    |           | PENGUINS PROJECT | 佐々木望           | 3:52  |
| 6.        | 「青空が違う off vocal ver.」         |           | 杉山勝彦         | 杉山勝彦、有木竜郎 | 4:50  |
| 合計時間: | 合計時間:                             | 合計時間: | 合計時間:        | 合計時間:          | 27:17 |

| #         | タイトル                           | 作詞      | 作曲・編曲 | 監督         | 時間 |
| --------- | ---------------------------------- | --------- | ---------- | ------------ | ---- |
| 1.        | 「世界には愛しかない Music Video」 |           |            | 池田一真     | 5:06 |
| 2.        | 「語るなら未来を… Music Video」    |           |            | 新宮良平     | 4:06 |
| 3.        | 「上村莉菜」                       |           |            | いとうあらた | 6:16 |
| 4.        | 「織田奈那」                       |           |            | 千田幸博     | 6:28 |
| 5.        | 「齋藤冬優花」                     |           |            | 磐木大       | 7:16 |
| 6.        | 「鈴本美愉」                       |           |            | イリエナナコ | 4:37 |
| 7.        | 「長沢菜々香」                     |           |            | 杉山弘樹     | 7:06 |
| 8.        | 「平手友梨奈」                     |           |            |              | 7:23 |
| 9.        | 「長濱ねる」                       |           |            | 田中のぞみ   | 3:22 |
| 合計時間: | 合計時間:                          | 合計時間: | 51:40      |              |      |

### 通常盤
| #         | タイトル                                  | 作詞      | 作曲             | 編曲           | 時間  |
| --------- | ----------------------------------------- | --------- | ---------------- | -------------- | ----- |
| 1.        | 「世界には愛しかない」                    | 秋元康    | 白戸佑輔         | 野中"まさ"雄一 | 4:56  |
| 2.        | 「ボブディランは返さない」                | 秋元康    | さいとうくにあき | CHOKKAKU       | 4:53  |
| 3.        | 「ひらがなけやき」                        | 秋元康    | 川浦正大         | 野中"まさ"雄一 | 3:43  |
| 4.        | 「世界には愛しかない off vocal ver.」     |           | 白戸佑輔         | 野中"まさ"雄一 | 4:56  |
| 5.        | 「ボブディランは返さない off vocal ver.」 |           | さいとうくにあき | CHOKKAKU       | 4:53  |
| 6.        | 「ひらがなけやき off vocal ver.」         |           | 川浦正大         | 野中"まさ"雄一 | 3:41  |
| 合計時間: | 合計時間:                                 | 合計時間: | 合計時間:        | 合計時間:      | 27:02 |

### Special Edition
| 全作詞: 秋元康。 |                             |           |                  |                    |      |
| #                | タイトル                    | 作詞      | 作曲             | 編曲               | 時間 |
| 1.               | 「世界には愛しかない」      | 秋元康    | 白戸佑輔         | 野中"まさ"雄一     | 4:56 |
| 2.               | 「語るなら未来を…」         | 秋元康    | PENGUINS PROJECT | 佐々木望           | 3:52 |
| 3.               | 「渋谷からPARCOが消えた日」 | 秋元康    | 原田アツシ       | 原田アツシ         | 4:55 |
| 4.               | 「また会ってください」      | 秋元康    | 白須賀悟         | 白須賀悟           | 4:33 |
| 5.               | 「青空が違う」              | 秋元康    | 杉山勝彦         | 杉山勝彦、有木竜郎 | 4:51 |
| 6.               | 「ボブディランは返さない」  | 秋元康    | さいとうくにあき | CHOKKAKU           | 4:53 |
| 7.               | 「ひらがなけやき」          | 秋元康    | 川浦正大         | 野中"まさ"雄一     | 3:43 |
| 合計時間:        | 合計時間:                   | 合計時間: | 合計時間:        | 31:43              |      |

## 選抜メンバー

### 世界には愛しかない
（センター：平手友梨奈）
- 3列目：織田奈那、齋藤冬優花、原田葵、上村莉菜、長沢菜々香、小池美波、尾関梨香、米谷奈々未、佐藤詩織、石森虹花[22]
- 2列目：土生瑞穂、長濱ねる、菅井友香、守屋茜、鈴本美愉、小林由依[22]
- 1列目：志田愛佳、渡辺梨加、平手友梨奈、渡邉理佐、今泉佑唯[22]

### 語るなら未来を…
（センター：平手友梨奈）
- 3列目：織田奈那、齋藤冬優花、原田葵、上村莉菜、長沢菜々香、小池美波、尾関梨香、米谷奈々未、佐藤詩織、石森虹花[20]
- 2列目：土生瑞穂、長濱ねる、菅井友香、守屋茜、鈴本美愉、小林由依[20]
- 1列目：志田愛佳、渡辺梨加、平手友梨奈、渡邉理佐、今泉佑唯[20]

### 渋谷からPARCOが消えた日
- 平手友梨奈[59]

### また会ってください
- 長濱ねる[59]

### 青空が違う
（ユニット：青空とMARRY）
- 志田愛佳、菅井友香、守屋茜、渡辺梨加、渡邉理佐[59]

### ボブディランは返さない
（ユニット：ゆいちゃんず）
- 今泉佑唯、小林由依[59]

### ひらがなけやき
（センター：柿崎芽実・長濱ねる）
- 2列目：潮紗理菜、佐々木美玲、齊藤京子、東村芽依、高本彩花、井口眞緒
- 1列目：加藤史帆、高瀬愛奈、柿崎芽実、長濱ねる、影山優佳、佐々木久美[59]